# The Highlights
The Highlights — це другий збірник хітів канадського співака The Weeknd. Вихід його відбувся 5 лютого 2021 після випуску його четвертого студійного альбому After Hours (2020) та його першого збірника хітів The Weeknd in Japan. Трек-лист складається з пісень з трьох студійних альбомів: Beauty Behind the Madness (2015), Starboy (2016) та After Hours (2020), його дебютного мікстейпу House of Balloons, його міні-альбому My Dear Melancholy (2018), а також пісень Love Me Harder та Pray for Me з Аріаною Ґранде та Кендріком Ламаром відповідно.

## Обкладинка
На обкладинці альбому знову використовується червоний костюм, в який Тесфає одягнений на обкладинці четвертого студійного альбому After Hours (2020).

## Список пісень
Список пісень що ввійшли у збірку.
| #     | Назва                                                              | Тривалість |
| ----- | ------------------------------------------------------------------ | ---------- |
| 1.    | «Save Your Tears» (з альбому After Hours, 2020)                    | 3:35       |
| 2.    | «Blinding Lights» (з альбому After Hours, 2020)                    | 3:21       |
| 3.    | «In Your Eyes» (з альбому After Hours, 2020)                       | 3:57       |
| 4.    | «Can't Feel My Face» (з альбому Beauty Behind the Madness, 2015)   | 3:33       |
| 5.    | «I Feel It Coming» (за участі Daft Punk; з альбому Starboy, 2016)  | 4:29       |
| 6.    | «Starboy» (за участі Daft Punk; з альбому Starboy, 2016)           | 3:50       |
| 7.    | «Pray for Me» (з Кендріком Ламаром)                                | 3:31       |
| 8.    | «Heartless» (з альбому After Hours, 2020)                          | 3:21       |
| 9.    | «Often» (з альбому Beauty Behind the Madness, 2015)                | 4:09       |
| 10.   | «The Hills» (з альбому Beauty Behind the Madness, 2015)            | 4:02       |
| 11.   | «Call Out My Name» (з альбому My Dear Melancholy, 2018)            | 3:48       |
| 12.   | «Die for You» (з альбому Starboy, 2016)                            | 4:20       |
| 13.   | «Earned It» (з альбому Beauty Behind the Madness, 2015)            | 4:37       |
| 14.   | «Love Me Harder» (з Аріаною Ґранде; з альбому My Everything, 2014) | 3:56       |
| 15.   | «Acquainted» (з альбому Beauty Behind the Madness, 2015)           | 5:48       |
| 16.   | «Wicked Games» (з альбому House of Balloons, 2011)                 | 5:25       |
| 17.   | «The Morning» (з альбому House of Balloons, 2011)                  | 5:15       |
| 18.   | «After Hours» (з альбому After Hours, 2020)                        | 6:01       |
| 77:55 |                                                                    |            |

## Чарти
| Чарт (2021)                                  | Найвища позиція |
| -------------------------------------------- | --------------- |
| Австралія Australian Albums (ARIA)           | 2               |
| Австрія Austrian Albums (Ö3 Austria)         | 15              |
| Бельгія Belgian Albums (Ultratop Flanders)   | 10              |
| Бельгія Belgian Albums (Ultratop Wallonia)   | 21              |
| Канада Canadian Albums (Billboard)           | 1               |
| Чехія Czech Albums (ČNS IFPI)                | 79              |
| Данія Danish Albums (Hitlisten)              | 27              |
| Нідерланди Dutch Albums (MegaCharts)         | 29              |
| Франція French Albums (SNEP)                 | 4               |
| Німеччина German Albums (Offizielle Top 100) | 13              |
| Ірландія Irish Albums (OCC)                  | 3               |
| Італія Italian Albums (FIMI)                 | 44              |
| Нова Зеландія Albums (RMNZ)                  | 4               |
| Польща Polish Albums (ZPAV)                  | 12              |
| Португалія Portuguese Albums (AFP)           | 2               |
| Шотландія Scottish Albums (OCC)              | 11              |
| Швейцарія Swiss Albums (Schweizer Hitparade) | 10              |
| Велика Британія UK Albums (OCC)              | 2               |
| США Billboard 200                            | 2               |
| США Top R&B/Hip-Hop Albums (Billboard)       | 1               |

## Історія релізу
| Регіон | Дата           | Формат | Лейбл                 | Прим.  |
| ------ | -------------- | ------ | --------------------- | ------ |
| Різні  | 5 лютого 2021  | CD     | XO Republic Records   | [ 32 ] |
| Японія | 5 березня 2021 | CD     | Universal Music Japan | [ 33 ] |